# 徐玉明
徐玉明（1947年—），台灣工藝家，主要致力於漆藝創作，出生於苗栗縣頭屋鄉，現居於南投縣埔里鎮，被國立台灣工藝研究發展中心列入工藝之家。

## 生平
徐玉明自幼隨經營天然漆的祖父跟父親遷居到南投縣埔里鎮，畢業草屯南開工專電機科，承襲父業專注於天然漆事業龍南公司及漆藝創作，1983年至1986年期間曾請日本東京大學教授熊野谿從先生指導天然漆化學應用、永瀨喜助老師指導台灣漆的採取、保存、改質，以及邀得國立台灣大學陳劉旺教授指導台灣漆氧化，促進乾燥硬化和嘉義農專和邱義源教授指導台灣漆生理活性觸媒酵素應用，並且前往日本石川縣金澤工業團地意匠部，學習製造精漆及藝術應用，進而在1991年舉辦台灣大學、日本東京大學、龍南公司台灣漆液特性應用及學術研究。
爾後更在1995年從國立台灣工藝研究發展中心技藝訓練漆器科結業，2002年時從蒔繪漆藝技法研習班結業，技藝日益純熟。縱然在1999年遭遇九二一大地震及2007年工廠大火，徐玉明仍創作不懈，作品以木料、布料亦為大宗，甚至蔴繩也被他採用上漆，使用的技法包含描金漆畫（又稱蒔繪）、脫胎漆器、籃胎和漆雕，往往強調呈現作品中的生命力。

## 得獎紀錄
- 1996年　工藝所第四屆台灣工藝設計競賽入選，作品【人生】（脫胎漆瓶）；作品【無題】（漆瓶）
- 1997年　台灣省第五十一屆全省美展工藝部入選，作品【太宇飄】（繩胎漆盤）
- 1997年　台灣生活用品選暨展覽優選，作品【露泣蒼茫】（脫胎漆瓶）
- 1998年　第一屆傳統工藝獎佳作，作品【魚樂】（脫胎漆瓶）
- 1999年　第二屆傳統工藝獎三等獎，作品【虔誠】
- 2000年　工藝所工藝之夢入選，作品【龍年之恩】

## 展演紀錄
- 1996年　中日漆藝交流展；台北新光三越南京西路館十樓，作品【佛光普照】；作品【串】（脫胎漆瓶）
- 1998年　中日交流展，作品【思源】（脫胎漆瓶）
- 2004年　中日漆藝交流展
- 2006年　暨南大學漆藝展
- 2003、2004年　台灣工藝協會「工藝之華」會員聯展

## 資料來源
國立台灣工藝研究發展中心-徐玉明
台灣工藝生活美學概念館-徐玉明